# Elias Fattal
Pour les articles homonymes, voir Fattal.
Elias Fattal, né le 3 septembre 1958 au caire (Egypte), est un pharmacien français, expert dans le domaine de la pharmacie galénique ou pharmacotechnie.

## Biographie
Il obtient en 1990 un doctorat de l'université Paris Sud avant de séjourner deux années comme  post doctorant à l’Université de Californie à San Francisco aux USA. ll sera en 1992 nommé Maître de Conférences à l'université Paris Sud puis Professeur depuis 2000 au sein de la même Université. De 2003 à 2010, il a présidé l’association de Pharmacie Galénique Industrielle (APGI). De 2010 à 2019, il a dirigé l'institut Galien Paris Saclay (UMR CNRS 8612), une unité de Recherche centrée sur la nanomédecine.  Il est membre titulaire de l'Académie nationale de pharmacie, membre correspondant de l'Académie nationale de médecine et fellow de la European Academy of Sciences

## Principales réalisations
Les sujets de recherche d'Elias Fattal sont ceux de la nanomédecine et de la nanotoxicologie. Il a été reconnu en 2016 parmi les meilleurs experts  internationaux de ces domaines en étant admis comme Fellow de la Controlled Release Society. Il a participé à plusieurs rapports d'expertise, au niveau national et Européen, sur les potentialités ainsi que les risques des nanotechnologies.

## Articles de vulgarisation
- Cancer: des nanomedicaments pour cibler les tumeurs, 10 septembre 2017. The conversation[11]
- Des nanomédicaments au plus près de la cible In La Santé & la médecine, Soigner hier et aujourd'hui, réparer demain. hors-série Le Monde La vie - Juillet 2017

## Distinctions
- 1990 : Prix Marcel Midy décerné par l'Académie Nationale de Pharmacie.
- 1999 : Colloidal Drug Carriers Research Award (Décerné à Berlin à l’occasion du 5th Expert Meeting on Colloidal Drug Carriers).
- 2007 : Prix Pharmaceutical Sciences World Congress (PSWC) Research Achievement attribué par la Fédération internationale pharmaceutique (FIP)
- 2014 : Officier dans l’ordre des Palmes académiques (Chevalier 2006).
- 2016 : Controlled Release Society College of Fellow Award.
- 2016 : Académie des sciences (Prix du Dr et de Mme Henri LABBE)[12]
- 2018: Maurice-Marie Janot Award[13]